# Campionati mondiali di slittino su pista naturale 2023 - Singolo donne
La gara di singolo donne dei campionati mondiali di slittino su pista naturale 2023 si è disputata l'11 e il 12 febbraio 2023 presso l'impianto di Nova Ponente sulla lunghezza di tre manche. Hanno preso parte alla gara 17 atlete di 10 nazionalità differenti e tutte quante hanno portato a termine le tre discese in programma.
La detentrice del titolo è stata in grado di replicare la vittoria facendo segnare il miglior tempo di manche in tutte e tre le discese
Per Evelin Lanthaler si è trattato del quarto titolo mondiale nel singolo donne (terzo consecutivo) e la sesta medaglia iridata nella specialità. Con questa vittoria ha eguagliato il record di titoli mondiali detenuto dalla russa Ekaterina Lavrent'eva.
L'Italia si è aggiudicata questa gara per la quinta volta consecutiva.

## Podio
| Pos.    | Atleta           | Nazione | Tempo   |
| ------- | ---------------- | ------- | ------- |
| Oro     | Evelin Lanthaler | Italia  | 2'45"83 |
| Argento | Greta Pinggera   | Italia  | 2'47"36 |
| Bronzo  | Tina Unterberger | Austria | 2'47"72 |

## Programma
| Data             | Ora (UTC+1) | Turno     |
| ---------------- | ----------- | --------- |
| 11 febbraio 2023 | 10:00       | 1ª manche |
| 11 febbraio 2023 | 11:30       | 2ª manche |
| 12 febbraio 2023 | 10:00       | 3ª manche |

## Situazione pre-gara

### Campionesse in carica
Evelin Lanthaler si presentava da campionessa iridata ed europea in carica, con già tre titoli mondiali complessivamente all'attivo. Nelle ultime competizioni tra mondiali, europei e Coppa del Mondo aveva ottenuto 38 vittorie su 40 gare disputate.
Le campionesse in carica a livello mondiale ed europeo erano:
| Campionessa | Atleta                  | Tempo   | Data                               | Competizione  |
| ----------- | ----------------------- | ------- | ---------------------------------- | ------------- |
| Mondiale    | Evelin Lanthaler Italia | 2'28"40 | 13 febbraio 2021 Umhausen, Austria | Mondiali 2021 |
| Europea     | Evelin Lanthaler Italia | 2'05"16 | 12 febbraio 2022 Lasa, Italia      | Europei 2022  |

### La stagione
Prima di questa gara, le competizioni di Coppa del Mondo avevano visto i seguenti risultati:
| Data             | Località     | Prima                   | Seconda                  | Terza                     |
| ---------------- | ------------ | ----------------------- | ------------------------ | ------------------------- |
| 17 dicembre 2022 | Obdach       | Evelin Lanthaler Italia | Tina Unterberger Austria | Greta Pinggera Italia     |
| 14 gennaio 2023  | Valgiovo     | Evelin Lanthaler Italia | Greta Pinggera Italia    | Daniela Mittermair Italia |
| 15 gennaio 2023  | Valgiovo     | Evelin Lanthaler Italia | Greta Pinggera Italia    | Nadine Staffler Italia    |
| 29 gennaio 2023  | Nova Ponente | Evelin Lanthaler Italia | Tina Unterberger Austria | Greta Pinggera Italia     |

## Risultati
| Pos. | Atleta             | Nazione     | 1ª manche | 2ª manche | 3ª manche | Totale  | Distacco |
| ---- | ------------------ | ----------- | --------- | --------- | --------- | ------- | -------- |
|      | Evelin Lanthaler   | Italia      | 55"49     | 55"13     | 55"21     | 2'45"83 |          |
|      | Greta Pinggera     | Italia      | 55"78     | 55"70     | 55"88     | 2'47"36 | +1"53    |
|      | Tina Unterberger   | Austria     | 55"70     | 56"03     | 55"99     | 2'47"72 | +1"89    |
| 4    | Daniela Mittermair | Italia      | 56"27     | 56"40     | 55"90     | 2'48"57 | +2"74    |
| 5    | Lisa Walch         | Germania    | 56"21     | 56"52     | 56"42     | 2'49"15 | +3"32    |
| 6    | Michelle Diepold   | Austria     | 56"01     | 56"75     | 56"47     | 2'49"23 | +3"40    |
| 7    | Jenny Castiglioni  | Italia      | 56"85     | 57"73     | 57"10     | 2'51"68 | +5"85    |
| 8    | Nadine Staffler    | Italia      | 57"61     | 57"37     | 56"90     | 2'51"88 | +6"05    |
| 9    | Anastasiya Slyusar | Ucraina     | 58"45     | 58"11     | 58"06     | 2'54"62 | +8"79    |
| 10   | Sarah Schiller     | Germania    | 58"66     | 58"36     | 58"08     | 2'55"10 | +9"27    |
| 11   | Meta Mekina        | Slovenia    | 1'00"08   | 1'00"12   | 59"11     | 2'59"31 | +13"48   |
| 12   | Julia Plowy        | Polonia     | 1'01"75   | 1'01"47   | 1'00"30   | 3'03"52 | +17"69   |
| 13   | Katie Cookman      | Stati Uniti | 1'04"93   | 1'03"13   | 1'02"34   | 3'10"40 | +24"57   |
| 14   | Patricija Urbanc   | Croazia     | 1'01"07   | 1'10"37   | 1'01"13   | 3'12"57 | +26"74   |
| 15   | Paulina Lipinska   | Polonia     | 1'07"96   | 1'05"08   | 1'05"78   | 3'18"82 | +32"99   |
| 16   | Nadja Maria Loder  | Canada      | 1'06"65   | 1'06"78   | 1'07"78   | 3'21"21 | +35"38   |
| 17   | Juri Mizuno        | Svizzera    | 2'03"44   | 1'53"49   | 1'53"14   | 5'50"07 | +3'05"24 |